# Paralastor carinatus
Paralastor carinatus är en stekelart som först beskrevs av Smith 1857.  Paralastor carinatus ingår i släktet Paralastor och familjen Eumenidae. Inga underarter finns listade i Catalogue of Life.